# Eparquía de Chayal de los siro-malankaras
La eparquía titular de Chayal de los siro-malankaras (en latín: Eparchia Chaialensis) es una sede titular de la Iglesia católica conferida a miembros de la Iglesia católica siro-malankara. Corresponde a una antigua diócesis de la Iglesia del Oriente cuya sede estaba en la ciudad de Chayal, la actual Nilakkal en el estado de Kerala en India.

## Historia
Según la tradición, la Iglesia en la India fue fundada por Tomás el Apóstol, quien habría llegado a Muziris cerca de Cranganore (hoy Kodungallur) el 21 de noviembre de 52 y fundó 7 iglesias en el área. Una de ellas habría sido Chayal. Tomás habría sido martirizado el 3 de julio de 72 en Mylapore, en donde se halla su tumba. Desde el siglo IV la Iglesia india entró en relaciones con la Iglesia persa de Seleucia-Ctesifonte (también llamada nestoriana). El catolicós de la Iglesia del Oriente enviaba un obispo a Cranganore, que usaba el título de metropolitano y puerta de toda la India. 
El sitio de Chayal está hoy dentro de los límites de la eparquía de Pathanamthitta.

### Sede titular
Una sede titular católica es una diócesis que ha cesado de tener un territorio definido bajo el gobierno de un obispo y que hoy existe únicamente en su título. Continúa siendo asignada a un obispo, quien no es un obispo diocesano ordinario, pues no tiene ninguna jurisdicción sobre el territorio de la diócesis, sino que es un oficial de la Santa Sede, un obispo auxiliar, o la cabeza de una jurisdicción que es equivalente a una diócesis bajo el derecho canónico.
La diócesis de Chayal fue restaurada como eparquía titular en 1977 y fue conferida por primera vez por la Santa Sede el 11 de octubre de 1977 al obispo auxiliar de Trivandrum Paulos Philoxinos Ayyamkulangara. La eparquía titular fue creada con la intención de darle una sede al metropolitano de Thozhiyoor de la Iglesia siria independiente de Malabar (miafisita surgida en 1772), que se había convertido a la fe católica el 28 de agosto de 1977 en forma individual, tras intentar sin resultados positivos la unión de toda su Iglesia con la Iglesia católica.

## Cronología de los obispos

### Obispos residenciales
- Anónimo (52?-?)

### Obispos titulares
- Paulos Philoxinos Ayyamkulangara † (11 de octubre de 1977-3 de noviembre de 1998 falleció)
- Isaac Cleemis Thottunkal (18 de junio de 2001-11 de septiembre de 2003 nombrado eparca de Tiruvalla)[6]
- Gheevarghese Aprem Kurisummottil (electo el 29 de agosto de 2020). Desde 2019 ocupa el cargo de sincelo para los fieles siro-malankaras de la archieparquía de Kottayam de la Iglesia católica siro-malabar.[7]